# Wassertreten

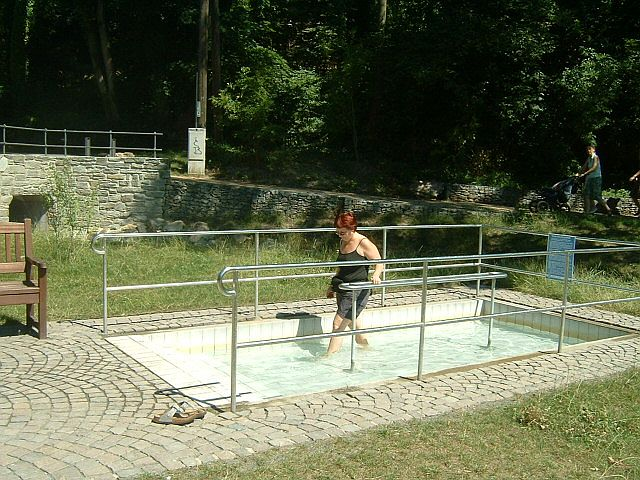
Wassertreten im Kneippbecken

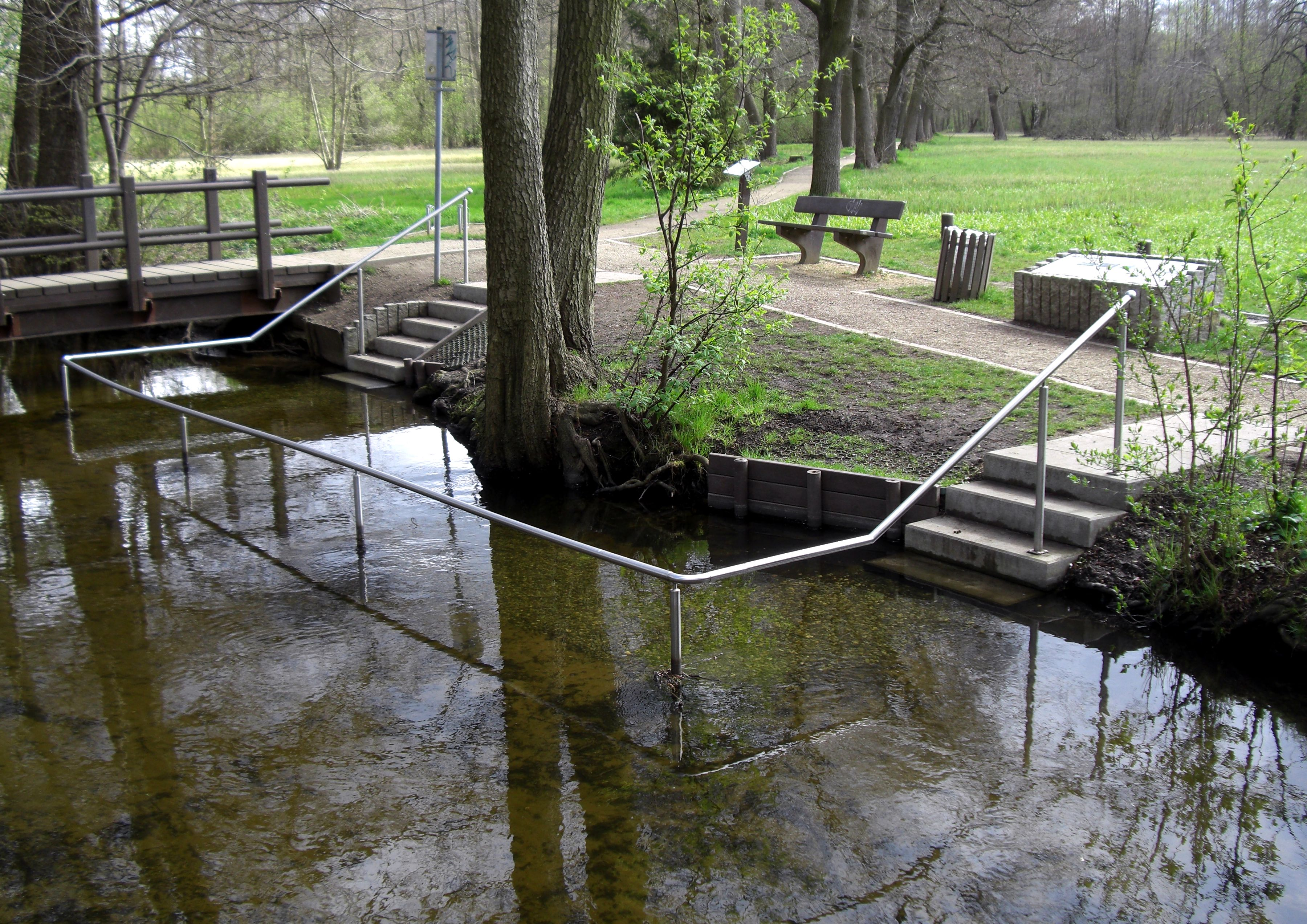
Kneippanlage an einem natürlichen Bachlauf

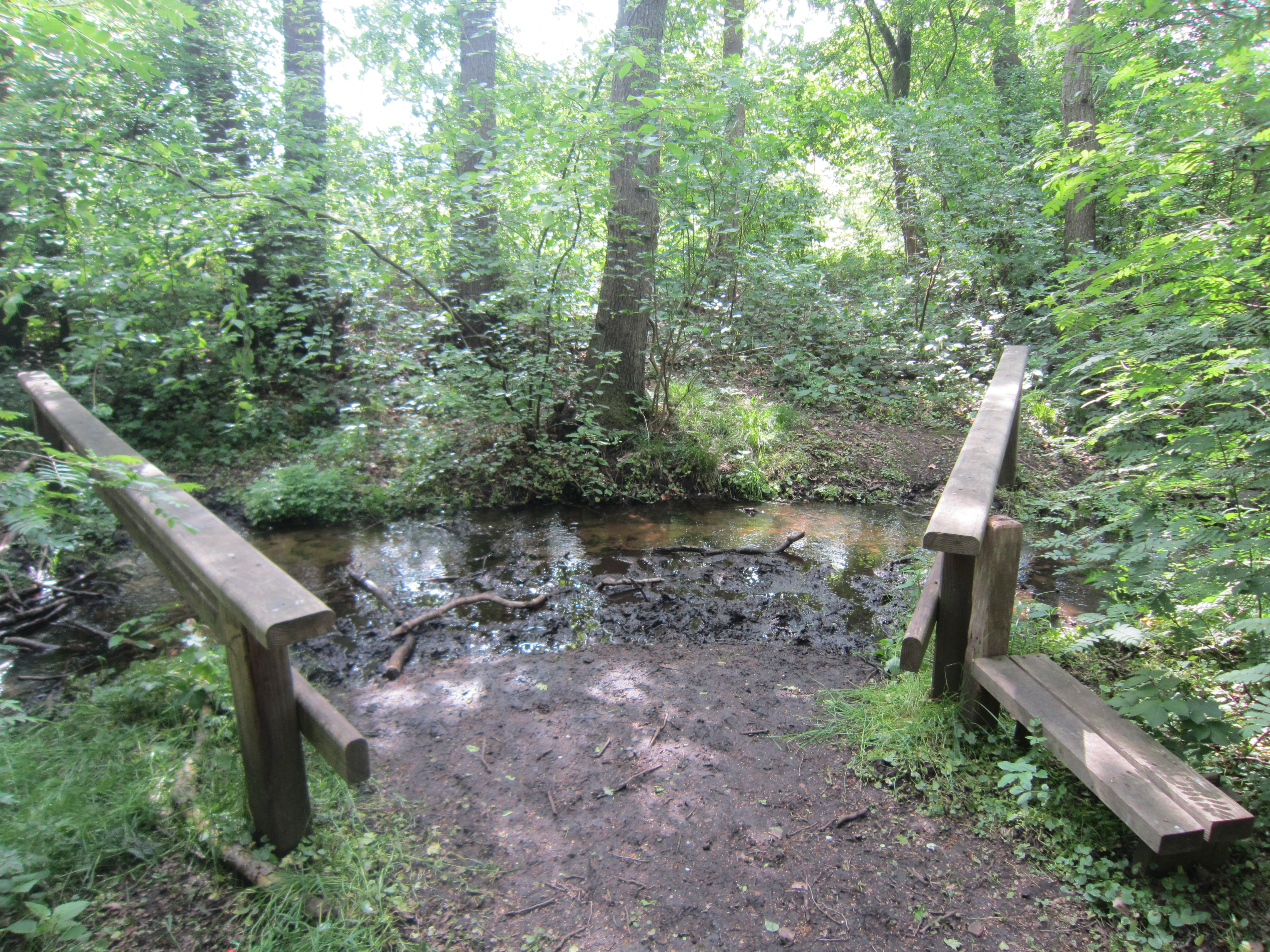
Gelegenheit zum Wassertreten im Bach an einem Naturlehrpfad

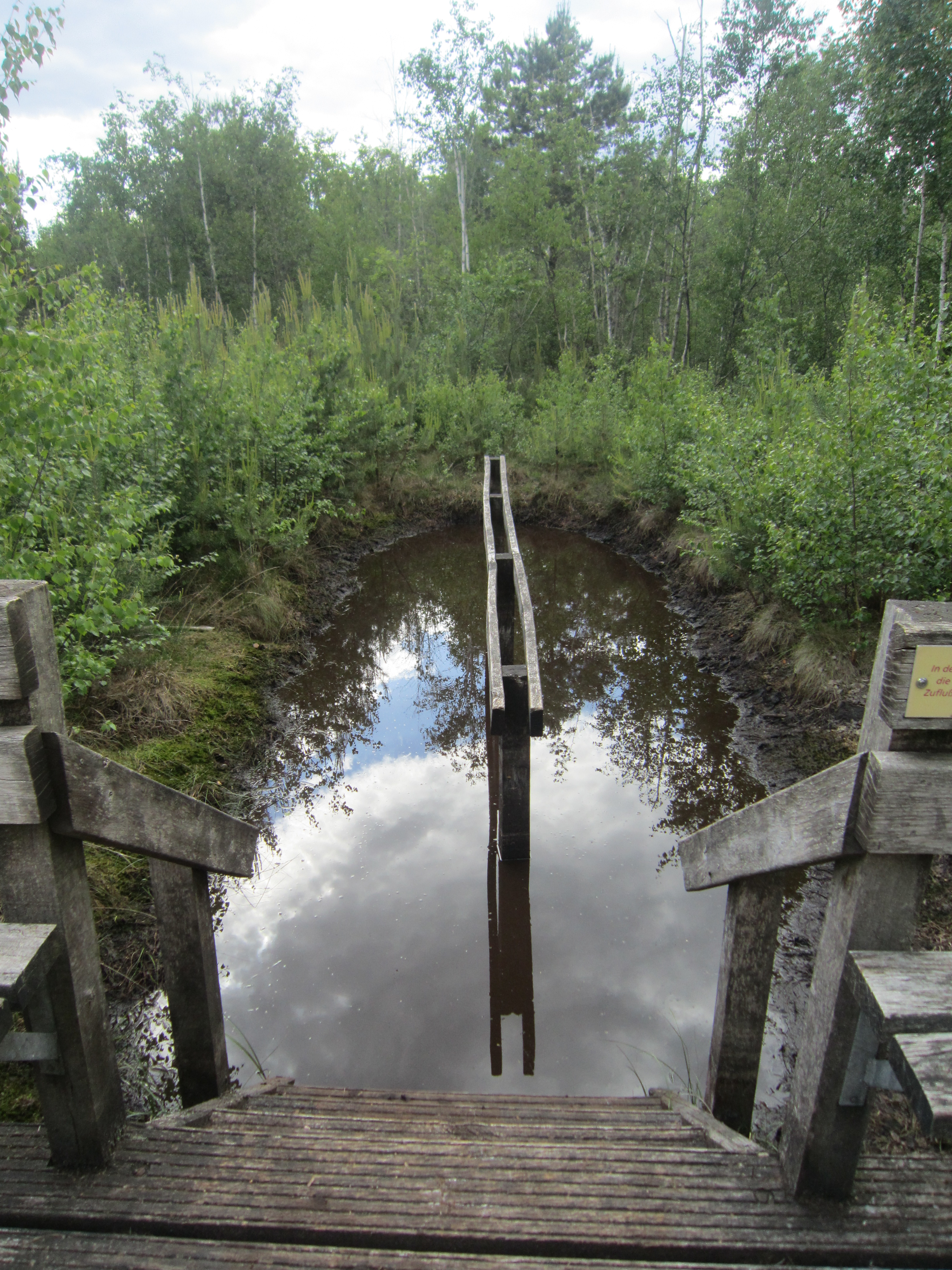
„Moormatschbecken“ an einem Moorlehrpfad

Wassertreten bezeichnet eine Behandlungsmethode der Hydrotherapie, die in Kneipp-Anlagen auf der Grundlage von Sebastian Kneipp angewendet und daher auch Kneippen genannt wird.

## Anwendung
Hierbei wird in kaltem (leitungskaltem) Wasser auf der Stelle geschritten. (Hinweis: Es wird empfohlen, nur Wasser zu treten, wenn sich die Füße zu Beginn des Wassertretens warm anfühlen.) Ein Bein sollte dabei immer vollkommen aus dem Wasser herausgezogen werden und die Fußspitze etwas nach unten gebeugt werden (der so genannte Storchengang). Nach ca. 30 Sekunden spürt man dann ein starkes Kältegefühl in den Füßen und Unterschenkeln. Dann sollte man kurz das kalte Wasser verlassen, um die Füße wieder zu erwärmen. Diesen Vorgang wiederholt man mehrmals. Nach dem Wassertreten das Wasser lediglich abstreifen (nicht abtrocknen) und zur Erwärmung ein klein wenig Bewegung machen.
Wassertreten kann man in einer Badewanne oder Duschwanne, in kühlen Bachläufen, an seichten See- oder Flussufern oder in zum Wassertreten hergerichteten „Moormatschbecken“ (wenn das Wasser im Frühjahr, in kühlen Sommern oder im Herbst hinreichend kühl ist).

## Kneipp-Anlagen
An zahlreichen Orten – insbesondere in Heilbädern, die sich der Kneipp-Medizin verpflichtet fühlen, – sind sogenannte Kneipp-Anlagen in Form von Wassertretbecken, z. B. in Kurparks, eingerichtet worden. Der Kneipp-Bund unterscheidet neben den Wassertretstellen auch Armbecken als weitere Form der Kneipp-Anlagen.

## Wirkung
Durch Wassertreten soll der Kreislauf angeregt und die arterielle Durchblutung gefördert werden. Der Kältereiz lässt die oberflächlichen Blutgefäße kontrahieren. Gemeinsam mit der Muskelbewegung soll dies auch den venösen Blutstrom fördern und Krampfadern vorbeugen. Am Abend durchgeführt soll Wassertreten eine Hilfestellung zum besseren Einschlafen sein.
Diese und anderen Wirkungen, beispielsweise eine „Stärkung“ des Immunsystems, sind nicht belegt.

## Alternativen
Als Alternativen zum Wassertreten bieten sich Tautreten auf Wiesen oder Schneegehen in weichem Pulverschnee an. Barfußlaufen auf verschiedenen Untergründen kräftigt die Muskulatur und stärkt das Wohlbefinden.